# Ichneumon championi
Ichneumon championi är en stekelart som beskrevs av Cameron 1885. Ichneumon championi ingår i släktet Ichneumon och familjen brokparasitsteklar. Inga underarter finns listade i Catalogue of Life.